# Lijst van bekende Friezen
Deze lijst vermeldt namen van bekende personen die in de provincie Friesland zijn geboren of er tijdens een belangrijk deel van hun leven woonden.

## Cultuur
- Bernard Accama, kunstschilder
- Gerhardus Jan Adema, beeldhouwer en kunstschilder
- Lawrence Alma-Tadema, schilder
- Thomas Azier, zanger
- Piebe Bakker, dirigent
- Gerrit Benner, kunstschilder
- Helena de Boer, kunstenares, schrijfster en televisiemaakster
- Abe Bonnema, architect
- Sipke Jan Bousema, presentator
- Meindert Bylsma, dichter en schrijver
- Caja Cazemier, jeugdboekenschrijfster
- Thomas Cool, kunstschilder
- Elske DeWall, zangeres
- Ferry Doedens, acteur
- Sikke Doele, dichter, schrijver en kunstcriticus
- Tim Douwsma, zanger, presentator
- Maurits Cornelis Escher, beeldend kunstenaar
- Wybrand de Geest, kunstschilder
- Abe Gerlsma, kunstschilder en (uit)vinder
- Rients Gratama, cabaretier
- Willem Cornelis de Groot, architect
- Eeltsje Halbertsma, schrijver en arts
- Joast Halbertsma, schrijver en dominee
- Rutger Hauer, acteur
- Havank, schrijver (Hans van der Kallen)
- Margareta de Heer, kunstschilderes
- Nienke van Hichtum, schrijfster
- Jopie Huisman, schilder
- Arjan Hut, stadsdichter
- Sylvana IJsselmuiden, presentatrice en actrice
- Gysbert Japicx, schrijver
- Germ de Jong, kunstschilder
- Nynke de Jong, journaliste en schrijfster
- Steven de Jong, filmregisseur
- Piet Jongeling, kinderboekenschrijver en journalist
- Geert Lageveen, acteur
- Nynke Laverman, zangeres en actrice
- Douwe Kalma, schrijver en dichter
- Joost Klein, rapper en youtuber
- Jan Kooistra, schilder
- Hendrik Hendriks Kramer, architect
- Jacobus Sibrandi Mancadan, kunstschilder
- Sido Martens, zanger en liedjesschrijver
- Krips en Molenaar, revue- en cabaretduo
- Cissy van Marxveldt, (kinderboeken)schrijfster (Setske de Haan)
- Teake van der Meer, komiek
- Grietine Molenbuur, choreografe
- Nicolaas Molenaar sr., architect
- Ane Nauta, architect
- Piet Paaltjens, dichter en schrijver (François HaverSchmidt)
- Pier Pander, beeldhouwer
- Durk van der Ploeg, schrijver
- Syb van der Ploeg, zanger
- Reijnold Popma van Oevering, musicus
- Gerriet Postma, schilder
- Tjitske Reidinga, actrice
- Thomas Adrianus Romein, architect
- Louis le Roy, beeldend kunstenaar
- Welmoed Sijtsma, presentatrice
- J. Slauerhoff, dichter, schrijver
- Freark Smink, acteur
- Sjoerd Soeters, architect
- Liuwe Tamminga, organist
- Pieter Terpstra, schrijver en journalist
- Manon Thomas, presentatrice
- Joke Tjalsma, actrice
- Pieter Dirk Torensma, schilder
- Peter Tuinman, acteur
- Pieter Verhoeff, filmregisseur
- Simon Vestdijk, schrijver
- Wigerus Vitringa, kunstschilder en advocaat
- Laura Vlasblom, zangeres en stemactrice
- Hans Vredeman de Vries, kunstenaar
- Jan Jaap van der Wal, cabaretier en columnist
- Herman Wegter, presentator en politicus
- Rense Westra, acteur
- Piter Wilkens, zanger en liedjesschrijver
- Joop Wittermans, acteur
- Mads Wittermans, acteur
- Anne Wadman, schrijver
- Griet Wiersma, zangeres
- Zware Jongens, zangduo

## Geschiedenis
- Halbe Brandsma (1923-2000), Ridder Militaire Willems-Orde
- Menno van Coehoorn, militair en vestingbouwer
- Pier Gerlofs Donia (Grutte Pier)
- Jancko Douwama, vrijheidsstrijder
- Johan Eilerts de Haan, militair, ontdekkingsreiziger
- Wijerd Jelckama (Grutte Wierd), opvolger van Grutte Pier
- Willem Lodewijk van Nassau-Dillenburg, stadhouder (Us Heit)
- Piet Oberman, verzetsman en ondernemer (Piet Kramer)
- Willem IV van Oranje-Nassau (1711-1751), stadhouder van Friesland en drie andere gewesten en na 1747 van alle zeven gewesten.
- Radboud (Redbad), koning van Friesland
- Lucas Pieters Roodbaard (1782-1851), tuinarchitect
- Anna Maria van Schurman (1607-1678),  humaniste, taalkundige, theologe, dichteres, kunstenares en insectenkundige.
- Peter Stuyvesant, gouverneur van Nieuw Amsterdam
- Chris Tinkelenberg, onderwijzer, verzetsstrijder
- Saskia Uylenburgh, vrouw van Rembrandt
- Margaretha Geertruida Zelle ('Mata Hari')

## Handel en industrie
- Freerk Klaaseszoon Bokma, brandewijnstoker
- Cor Boonstra, ondernemer (Sara Lee, Philips)
- Clemens en August Brenninkmeijer, ondernemers (C&A)
- Gerard Brons, distilleerder
- Egbert Douwes, ondernemer (Douwe Egberts)

## Model
- Doutzen Kroes, fotomodel
- Monique Sluyter, model
- Hilda van der Meulen, Miss Nederland

## Politiek, bestuur
- Johan Willem Albarda
- Hendrik Algra, Eerste Kamerlid voor de Anti-Revolutionaire Partij
- Jacob Algera
- Joop Atsma
- Joop Bakker
- Sieuwert Bruins Slot
- Ferdinand Domela Nieuwenhuis
- Wim Duisenberg
- Wopke Eekhoff, stadsarchivaris van Leeuwarden
- Pieter Gerbrandy
- Sicco van Goslinga
- Onno Zwier van Haren
- Willem van Haren
- Enneüs Heerma
- Rein Jan Hoekstra
- Henk ten Hoeve
- Piet Jongeling
- Pauline Krikke
- Jeltje van Nieuwenhoven
- Tom Pitstra
- Max Prinsen
- Gerrit Roorda
- Bert Scheper
- Jacques Tichelaar
- Pieter Jelles Troelstra
- Rombertus Uylenburgh
- Viglius
- Anne Vondeling
- Halbe Zijlstra
- Jelle Zijlstra

## Rechterlijke macht, advocatuur
- Wim en Hans Anker, strafrechtadvocaten
- Theo Hiddema, advocaat en kamerlid

## Religie
- Balthasar Bekker, predikant
- Johannes Bogerman, theoloog, voorzitter Dordtse Synode
- Titus Brandsma, heilige, pater karmeliet, geleerde, publicist, verzetsstrijder, martelaar
- Frederik van Hallum, pastoor
- Herman Ridderbos, predikant, theoloog
- Ype Schaaf, predikant, journalist
- Menno Simons, kerkhervormer
- Geert Aeilco Wumkes, theoloog, historicus, schrijver

## Sport
- Joop Alberda, volleybalcoach
- Tony Alberda, voetballer
- Jillert Anema, schaatscoach
- Jeen van den Berg, schaatser
- Tjalling van den Berg, turncoach
- Tjalling van den Bosch, krachtsporter, Sterkste man van Nederland 1989, dammer
- Adam de Boer, schaatser
- Foeke Booy, voetballer en voetbalcoach
- Jan Brander, wielrenner
- Wieteke Cramer, schaatsster
- Mark Diemers, voetballer
- Sjoukje Dijkstra, kunstrijdster
- Foekje Dillema, atlete
- Hilbert van der Duim, schaatser
- Wilfred Genee, sportpresentator
- Arend Glas, bobsleeër
- Tiemen Groen, wielrenner
- Foppe de Haan, voetbaltrainer
- Sandor van der Heide, voetballer
- Sietse Heslinga, schaatser
- Koko Hoekstra, voetballer
- Minne Hoekstra, schaatser
- Willem Huizing, voetballer
- Tonny de Jong, schaatsster
- Jorrit Jorritsma, schaatser, schaatscoach en sportverslaggever
- Atje Keulen-Deelstra, schaatsster
- Sjinkie Knegt, shorttracker
- Haije Kramer, schaker
- Sven Kramer, schaatser
- Yep Kramer, schaatser
- Henk Kroes, voorzitter Vereniging De Friesche Elf Steden
- Jan Kromkamp, voetballer
- Geert Kuiper, schaatser
- Marrit Leenstra, schaatsster
- Abe Lenstra, voetballer
- Oege-Sietse van Lingen, voetballer
- Rixt Meijer, schaatsster
- Lodewijk Meeter, schipper Huzumer Skûtsje
- Olof van der Meulen, volleybalinternational
- Andries Noppert, voetballer (keeper)
- Ronnie Pander, voetballer
- Jan Posthuma, volleybalinternational
- Ids Postma, schaatser
- Rintje Ritsma, schaatser
- Geert Arend Roorda, voetballer
- Jelle ten Rouwelaar, voetballer (keeper)
- Doke Schmidt, voetballer
- Auke Scholma, dammer
- Hotze Schuil, kaatser
- Suzanne Schulting, shorttrackster en langebaanschaatsster
- Jan Sipkema, voorzitter Vereniging De Friesche Elf Steden
- Franke Sloothaak, springruiter
- Maria Sterk, schaatsster
- Arjan Stroetinga, schaatser
- Wim Stroetinga, wielrenner
- Michel Vlap, voetballer
- Bob de Vries, schaatser
- Elma de Vries, schaatsster
- Nyck de Vries, autocoureur
- Jan Wagenaar, krachtsporter, Sterkste Man van Nederland en Friesland
- Jannes van der Wal, dammer
- Pieter Weening, wielrenner
- Lieuwe Westra, wielrenner
- Harm Wiersma, dammer
- Jan Ykema, schaatser
- Falko Zandstra, schaatser
- Wout Zijlstra, krachtsporter en voormalig sterkste man van Nederland
- Ronald Zoodsma, volleybalinternational
- Epke Zonderland, turner
- Johan Zuidema, voetballer

## Weer
- Hans de Jong, weerman
- Gerrit Hiemstra, weerman
- Piet Paulusma, weerman

## Wetenschap
- Hendrik Algra, historicus
- Eise Eisinga, astronoom, wiskundige, bouwer van het planetarium in Franeker
- Gemma Frisius, 16e-eeuws wiskundige en arts
- Frans Hemsterhuis, filosoof
- Hendrik Kloosterman, wiskundige
- Hans Monderman, verkeerskundige
- Jan Hendrik Oort, astronoom
- Arjen Roelofs, sterrenkundige
- Willem de Sitter, astronoom, wiskundige
- Bernard Slicher van Bath, landbouwhistoricus